# Ontario Highway 11
Der Highway 11 ist eine 1789 km lange Straße in der Kanadischen Provinz Ontario. Der Highway 11 beginnt als Fortsetzung des Minnesota State Highway 72 zwischen Ontario und dem US-Bundesstaat Minnesota mit Querung des Rainy River bei der Ortschaft Rainy River. Er endet am Ontario Highway 400 bei Barrie, in den er einmündet. Highway 11 ist abschnittsweise ein Teil des Trans-Canada Highways.

## Streckenverlauf

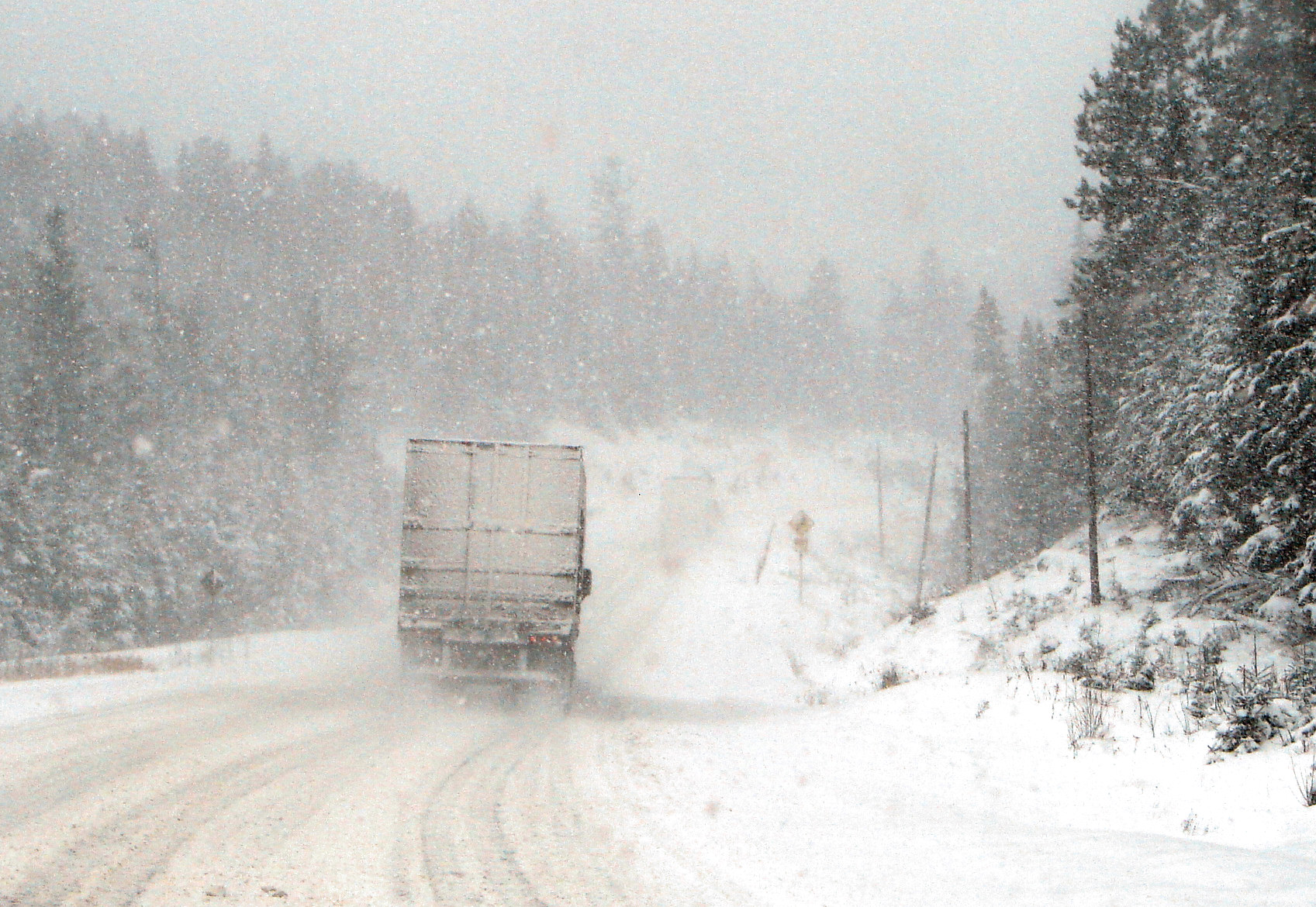
Schneesturm bei Temiskaming

Der westliche Beginn des Highways liegt in Rainy River. Er bildet die Fortsetzung des Minnesota State Highway 72 und führt in östlicher Richtung. Ca. 50 km nach Beginn der Route trifft von Norden kommend Ontario Highway 17 auf Highway 11. Ab hier erfolgt die Auszeichnung als Bestandteil des Trans-Canada Highways. In gemeinsamer Streckenführung verlaufen beide auf den folgenden 40 km bis Fort Frances, Highway 17 zweigt nach Süden hin ab und endet nach wenigen Metern an der Grenze zu den Vereinigten Staaten auf der Fort Frances–International Falls International Bridge. Highway 11 folgt dem Ufer des Rainy Lakes, um dann knapp 5 km nördlich der Stadt den See an einer Engstelle zu überqueren. Über eine Strecke von knapp 4 km wird dabei der See mit Hilfe von einigen kleineren Inseln gequert. Der Highway führt weiter ostwärts und gelangt in wenig besiedeltes Gebiet.
280 km östlich von Fort Frances trifft Highway 11 erstmals auf Highway 17. Gemeinsam führen die Highways auf den folgenden 160 km. Die Route führt durch Thunder Bay und folgt dem Ufer des Lake Superior. Hinter Nipigon trennen sich die zwei Highways wieder. Highway 17 führt nach Osten in die Stadt Sudbury, während Highway 11 zuerst nach Norden, dann nach Osten führt. Er erschließt die Gemeinde Greenstone, die aus den Teilgemeinden Beardmore, Geraldton und Longlac besteht. In Cochrane schwenkt die Route nach Süden. In der Nähe von Porquis Junction, einem Ortsteil von Iroquois Falls etwa 45 km südlich von Cochrane, zweigt der Highway 67 nach Nordosten hin ab. Der ca. 11 km lange Highway verbindet verschiedene Ortsteile innerhalb von Iroquois Falls. Highway 11 folgt weiter Richtung Südosten und trifft dort auf Highway 101, mit dem er bei Black River-Matheson 6 km gemeinsam verläuft. In New Liskeard, einem Teilort von Temiskaming Shores, kreuzt Highway 65, der in die nahegelegene Provinz Québec führt.
Die Route führt weiter nach Süden und trifft vor der Stadtgrenze von North Bay erneut auf Highway 17, mit welchem dann die folgenden 4 km gemeinsam verlaufen. Kurz nach Beginn des Ausbaus als Freeway trennen sich die zwei Routen wieder, Highway 17 führt in den Großraum Ottawa nach Osten hin, während Highway 11 weiter nach Süden führt. Die folgenden 175 km sind als Freeway ausgebaut und führen auch meist als Ortsumgehungen um die angeschlossenen Gemeinden herum. 2012 wurde die Ortsumgehung um Sundridge für den Verkehr freigegeben, die alte Strecke wird nun als Highway 124 weitergeführt. Südlich von Gravenhurst endet der Ausbau. Bei Orillia ist noch einmal ein 9 km langes Stück als Freeway ausgebaut, dort trifft die Route auch auf Highway 12, der nach Westen nach Midland und nach Osten nach Whitby führt. Ab hier endet die Auszeichnung als Trans-Canada Highway. Die folgenden 22 km sind noch nicht als Freeway ausgebaut. Bei Barrie beginnt wieder der Freeway, damit endet jedoch Highway 11 und wird bis zur Einmündung in den Highway 400 als Highway 400A weitergeführt.

## Ausbau
Der Abschnitt zwischen Thunder Bay und Nipigon, an dem Highway 11 und 17 gemeinsam verläuft, soll in den kommenden Jahren vierspurig ausgebaut werden. Der Ausbau erfolgt abschnittsweise und soll nicht vor 2019 abgeschlossen sein.